# Wieża widokowa przy Kráľovej studni
Wieża widokowa przy Kráľovej studni – drewniana wieża widokowa wzniesiona na kocie (773,3 m) przy Kráľovej studni, w Paśmie Leluchowskim, tuż przy granicy słowacko-polskiej.
Z wieży roztacza się rozległy widok obejmujący Góry Czerchowskie, Beskid Sądecki, Busov.